# Turn-Weltmeisterschaften 1958
Die 14. Turn-Weltmeisterschaften fanden vom 6. bis zum 10. Juli 1958 in Moskau statt. Wie erwartet war die Sowjetunion die erfolgreichste Nation. Erstmals nahmen zwei deutsche Mannschaften an Turn-Weltmeisterschaften im Gerätturnen teil.

## Teilnehmer
| - Ägypten - Bulgarien - Volksrepublik China - DDR - BR Deutschland - Finnland - Frankreich - Iran | - Italien - Japan - Jugoslawien - Kanada - Luxemburg - Polen - Rumänien - Schweden | - Sowjetunion - Südafrikanische Union - Syrien - Tschechoslowakei - Ungarn - Vereinigte Staaten - Vereinigtes Königreich |

## Ergebnisse

### Männer

#### Mehrkampf
| Rang | Athlet          | Punkte  |
| ---- | --------------- | ------- |
| 1.   | Boris Schachlin | 116.050 |
| 2.   | Takashi Ono     | 115.600 |
| 3.   | Juri Titow      | 115.450 |

#### Mannschaft
| Rang | Team             | Punkte  |
| ---- | ---------------- | ------- |
| 1.   | Sowjetunion      | 575.450 |
| 2.   | Japan            | 572.600 |
| 3.   | Tschechoslowakei | 549.300 |
| ...  |                  |         |
| 8.   | BR Deutschland   | 539.100 |
| 9.   | DDR              | 538.650 |

#### Boden
| Rang | Athlet         | Punkte |
| ---- | -------------- | ------ |
| 1.   | Masao Takemoto | 19.550 |
| 2.   | Takashi Ono    | 19.450 |
| 3.   | Juri Titow     | 19.400 |

#### Reck
| Rang | Athlet          | Punkte |
| ---- | --------------- | ------ |
| 1.   | Boris Schachlin | 19.575 |
| 2.   | Albert Asarjan  | 19.350 |
| 3.   | Juri Titow      | 19.300 |
| 3.   | Masao Takemoto  | 19.300 |

#### Barren
| Rang | Athlet          | Punkte |
| ---- | --------------- | ------ |
| 1.   | Boris Schachlin | 19.650 |
| 2.   | Takashi Ono     | 19.500 |
| 3.   | Pawel Stolbow   | 19.425 |

#### Pauschenpferd
| Rang | Athlet          | Punkte |
| ---- | --------------- | ------ |
| 1.   | Boris Schachlin | 19.550 |
| 2.   | Pawel Stolbow   | 19.375 |
| 3.   | Miroslav Cerar  | 19.350 |

#### Ringe
| Rang | Athlet          | Punkte |
| ---- | --------------- | ------ |
| 1.   | Albert Asarjan  | 19.875 |
| 2.   | Nobuyuki Aihara | 19.475 |
| 3.   | Juri Titow      | 19.455 |

#### Sprung
| Rang | Athlet         | Punkte |
| ---- | -------------- | ------ |
| 1.   | Juri Titow     | 19.350 |
| 2.   | Masao Takemoto | 19.150 |
| 3.   | Takashi Ono    | 19.125 |

### Frauen

#### Mehrkampf
| Rang | Athletin         | Punkte |
| ---- | ---------------- | ------ |
| 1.   | Larissa Latynina | 77.464 |
| 2.   | Eva Bosáková     | 76.332 |
| 3.   | Tamara Manina    | 76.167 |

#### Mannschaft
| Rang | Team             | Turnerinnen                                                                                   | Punkte  |
| ---- | ---------------- | --------------------------------------------------------------------------------------------- | ------- |
| 1.   | Sowjetunion      | Polina Astachowa Raisa Borisova Lidija Kalinina Larissa Latynina Tamara Manina Sofja Muratowa | 381.620 |
| 2.   | Tschechoslowakei | Eva Bosáková Věra Čáslavská Anna Morejkova Matilda Matouskova Ludmila Švédová Adolfína Tačová | 371.855 |
| 3.   | Rumänien         | Elena Dobrovolschi Atanasia Ionescu Sonia Iovan Elena Leuștean Emilia Liță Elena Săcălici     | 367.020 |
| ...  |                  |                                                                                               |         |
| 9.   | DDR              |                                                                                               | 363.057 |

#### Balken
| Rang | Athletin         | Punkte |
| ---- | ---------------- | ------ |
| 1.   | Larissa Latynina | 19.399 |
| 2.   | Sofja Muratowa   | 19.099 |
| 3.   | Keiko Tanaka     | 19.066 |

#### Boden
| Rang | Athletin         | Punkte |
| ---- | ---------------- | ------ |
| 1.   | Eva Bosáková     | 19.400 |
| 2.   | Larissa Latynina | 19.333 |
| 3.   | Keiko Tanaka     | 19.199 |

#### Stufenbarren
| Rang | Athletin         | Punkte |
| ---- | ---------------- | ------ |
| 1.   | Larissa Latynina | 19.499 |
| 2.   | Eva Bosáková     | 19.300 |
| 3.   | Polina Astachowa | 19.199 |

#### Sprung
| Rang | Athletin         | Punkte |
| ---- | ---------------- | ------ |
| 1.   | Larissa Latynina | 19.233 |
| 2.   | Sofja Muratowa   | 19.100 |
| 2.   | Lydia Kalinina   | 19.100 |
| 2.   | Tamara Manina    | 19.100 |

## Medaillenspiegel
| Rang | Land             |    |   |   | total |
| ---- | ---------------- | -- | - | - | ----- |
| 1    | Sowjetunion      | 12 | 7 | 7 | 26    |
| 2    | Japan            | 1  | 6 | 4 | 11    |
| 3    | Tschechoslowakei | 1  | 3 | 1 | 5     |
| 4    | Jugoslawien      | -  | - | 1 | 1     |
| 4    | Rumänien         | -  | - | 1 | 1     |